# Cryptocephalus duplicatus
Cryptocephalus duplicatus – gatunek chrząszcza z rodziny stonkowatych i podrodziny Cryptocephalinae.
Gatunek ten został opisany w 1847 lub 1845 roku przez Christiana Wilhelma Ludwiga Eduarda Suffriana.
Chrząszcz ten wykazany został z południowej części europejskiej Rosji, Azerbejdżanu, Armenii, Gruzji, Turcji, Syrii, Izraela i Jordanii.